# Campionati europei di atletica leggera 1978 - Salto in alto maschile
La gara del salto in alto maschile si è tenuta il 1° e 2 settembre.

## Risultati

### Qualificazioni
| Pos | Nome                   | Nazione          | Misura | Note |
| --- | ---------------------- | ---------------- | ------ | ---- |
|     | Rolf Beilschmidt       | Germania Est     | 2.18   | Q    |
|     | Guy Moreau             | Belgio           | 2.18   | Q    |
|     | Gennadiy Belkov        | Unione Sovietica | 2.18   | Q    |
|     | Vladimir Yashchenko    | Unione Sovietica | 2.18   | Q    |
|     | Carlo Thränhardt       | Germania Ovest   | 2.18   | Q    |
|     | Andre Schneider-Laub   | Germania Ovest   | 2.18   | Q    |
|     | Aleksandr Grigoryev    | Unione Sovietica | 2.18   | Q    |
|     | Bruno Bruni            | Italia           | 2.18   | Q    |
|     | Jacek Wszoła           | Polonia          | 2.15   | q    |
|     | William Nachtegael     | Belgio           | 2.15   | q    |
|     | Jindřich Vondra        | Cecoslovacchia   | 2.15   | q    |
|     | Josef Hrabal           | Cecoslovacchia   | 2.15   | q    |
|     | Mark Naylor            | Regno Unito      | 2.15   | q    |
|     | Roman Moravec          | Cecoslovacchia   | 2.15   | q    |
|     | Eddy Annys             | Belgio           | 2.15   | q    |
|     | Henry Lauterbach       | Germania Est     | 2.15   | q    |
|     | Rune Almén             | Svezia           | 2.15   | q    |
|     | Terje Totland          | Norvegia         | 2.15   | q    |
|     | Rodolfo Bergamo        | Italia           | 2.10   |      |
|     | Paul Poaniewa          | Francia          | 2.10   |      |
|     | Ekrem Özdamar          | Turchia          | 2.10   |      |
|     | Jacques Aletti         | Francia          | 2.10   |      |
|     | Vasilios Papadimitriou | Grecia           | 2.10   |      |
|     | Brian Burgess          | Regno Unito      | 2.00   |      |
| NCL | Ruud Wielart           | Paesi Bassi      | NM     |      |
| NCL | Massimo Di Giorgio     | Italia           | NM     |      |

### Finale
| Pos | Nome                 | Nazione          | Misura | Note |
| --- | -------------------- | ---------------- | ------ | ---- |
| 1   | Vladimir Yashchenko  | Unione Sovietica | 2.30   | CR   |
| 2   | Aleksandr Grigoryev  | Unione Sovietica | 2.28   |      |
| 3   | Rolf Beilschmidt     | Germania Est     | 2.28   |      |
| 4   | Henry Lauterbach     | Germania Est     | 2.26   |      |
| 5   | Carlo Thränhardt     | Germania Ovest   | 2.21   |      |
| 6   | Jacek Wszoła         | Polonia          | 2.21   |      |
| 7   | Andre Schneider-Laub | Germania Ovest   | 2.21   |      |
| 8   | Josef Hrabal         | Cecoslovacchia   | 2.18   |      |
| 9   | Guy Moreau           | Belgio           | 2.18   |      |
| 10  | Rune Almén           | Svezia           | 2.18   |      |
| 11  | William Nachtegael   | Belgio           | 2.18   |      |
| 12  | Jindřich Vondra      | Cecoslovacchia   | 2.15   |      |
| 13  | Bruno Bruni          | Italia           | 2.15   |      |
| 14  | Gennadiy Belkov      | Unione Sovietica | 2.15   |      |
| 14  | Terje Totland        | Norvegia         | 2.15   |      |
| 16  | Eddy Annys           | Belgio           | 2.10   |      |
| 17  | Roman Moravec        | Cecoslovacchia   | 2.10   |      |
| 18  | Mark Naylor          | Regno Unito      | 2.10   |      |